# 安平路山
安平路山（あんぺいじやま）は、長野県飯田市と大桑村にまたがる木曽山脈（中央アルプス）南部にある主稜線上の標高2,363mの山。日本二百名山に選定されている。

## 概要
山頂付近は、森林限界には達しない高さであり、針葉樹林とクマザサで覆われている。故に展望は一切ない。越百川（木曽川の支流）、与田切川と飯田松川（天竜川の支流）の源流の山である。

## 登山

### 登山コース
- 中央アルプス縦走コース

摺古木自然園休憩舎から摺古木山と白ビソ山を経て安平路山に至る。途中に安平路避難小屋がある。安平路山と越百山との間の主稜線の縦走は、登山道が背丈を越えるクマザサに覆われており、健脚者向きでビギナーには向かない。
- 念丈岳からのサブコース

念丈岳から与田切乗越（鳥越峠）を経て主稜線の奥念丈岳に達するサブコースがあるが、あまり利用されていない。上伊那郡飯島町及び松川町から烏帽子岳と池ノ平山を経て念丈岳までの稜線コース及び高森町から本高森山と大島山を経て念丈岳までの稜線コースは、ある程度で整備されており、利用する登山者がある。
- 飯田松川のコース（廃道）

松川からの松川入のコースがあったが1969年8月に、鉄砲水による遭難があった後、入山禁止となり廃道となった。

### 周辺の山小屋
中央アルプスの有人の山小屋は、完全予約制となっている。駒ヶ岳頂上山荘にのみキャンプ指定地がある。
| 画像 | 名称           | 所在地                        | 収容人数 | 備考     |
| ---- | -------------- | ----------------------------- | -------- | -------- |
|      | 安平路避難小屋 | 安平路山とシラビソ山 との鞍部 | 15人     | 無人小屋 |
|      | 越百小屋       | 福栃山と越百山 との鞍部       | 20人     |          |

## 周辺の山

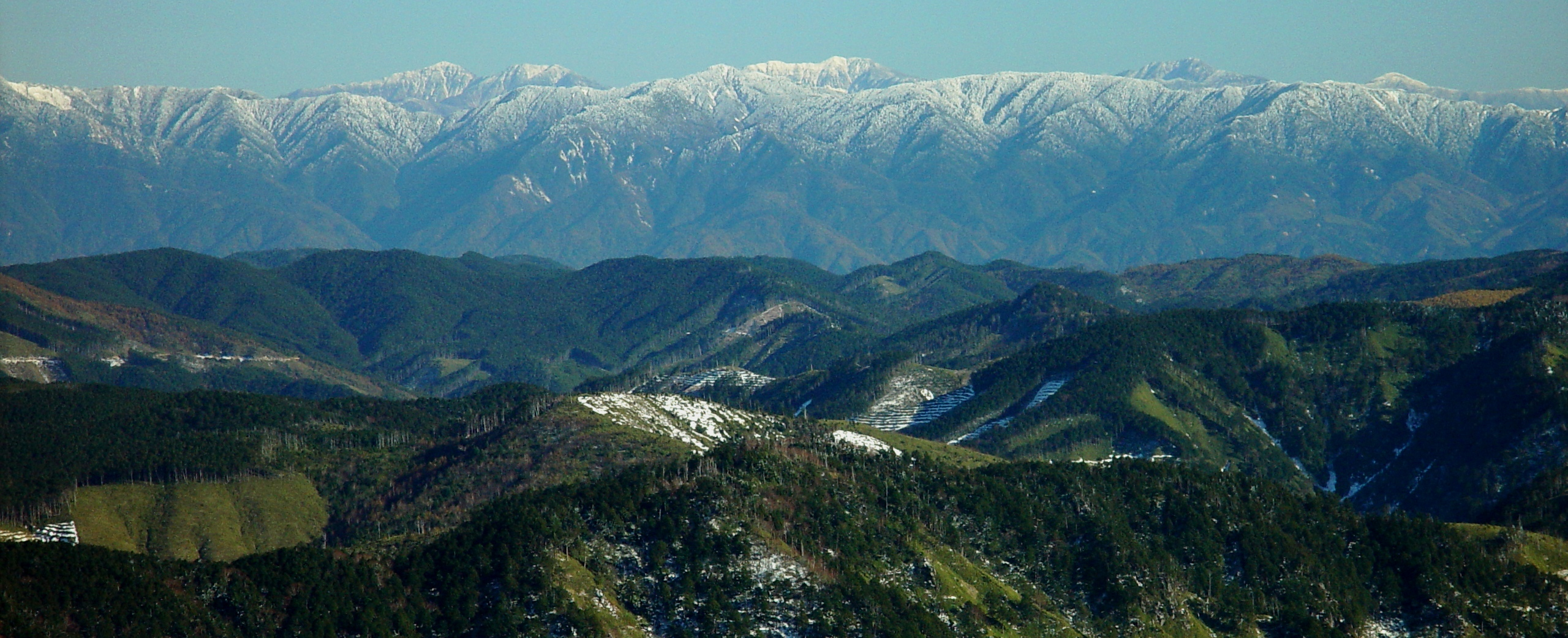
小秀山から望む安平路山周辺の山

木曽山脈（中央アルプス）南部の主稜線上にある。木曽川水系伊奈川の支流越百川及び、天竜川水系の飯田松川の源流の山で、それらの河川は伊勢湾と太平洋へ流れる。
| 山容                     | 山名     | 標高 (m) | 三角点等級 基準点名 | 安平路山からの 方角と距離(km) | 備考                    |
| ------------------------ | -------- | -------- | ------------------- | ----------------------------- | ----------------------- |
| 仙涯嶺から望む越百山     | 越百山   | 2,613.24 | 三等 「越百」       | 北北東 6.0                    | 日本三百名山 こすもやま |
| 南越百山から望む奥念丈岳 | 奥念丈岳 | 2,303    |                     | 北東 3.8                      |                         |
| 安平路山から望む念丈岳   | 念丈岳   | 2,290.65 | 三等 「念大山」     | 東北東 3.7                    |                         |
| 南越百山から望む安平路山 | 安平路山 | 2,363.14 | 三等 「二ツ薙」     | 0                             | 日本二百名山            |
| 南木曽岳から望む摺古木山 | 摺古木山 | 2,168.52 | 一等 「摺小木山」   | 西南西 4.5                    |                         |

## 関連図書
- 『新日本山岳誌』ナカニシヤ出版、ISBN  4-7795-0000-1
- 『ヤマケイ　アルペンガイド　中央アルプス　御嶽山・白山』山と渓谷社、ISBN 4-635-01320-0
- 『山と高原地図 木曽駒・空木岳 中央アルプス2010』昭文社、ISBN 978-4-398-75720-3
- 『日本二百名山』深田クラブ著、昭文社、ISBN 4-398-22001-1、P130
- 『東海・北陸の200秀山　下(東海・信州編)』中日新聞社、ISBN  978-4-8062-0599-9
- 『中央アルプスの山旅　地形・地質観察ガイド』飯田市美術博物館